# Anna Livia Bridge
Die Anna Livia Bridge (irisch Droichead Abhainn na Life, „die Brücke des Flusses Liffey“), früher Chapelizod Bridge (irisch Droichead Shéipéal Iosóid), ist eine Steinbogenbrücke im Dorf Chapelizod (Séipéal Iosóid, „Isoldenkapelle“) in Irland, das auf dem Gemeindegebiet von Dublin liegt. Sie führt die alte Straße von Dublin nach Lucan über die Liffey. Der Durchgangsverkehr benutzt die Brücke nicht mehr, da er mit einer Umfahrungsstraße südlich von Chapelizod vorbeigeführt wird.
An der Stelle der Anna Livia Bridge ist bereits im 14. Jahrhundert eine Brücke nachgewiesen. Das heutige Bauwerk stammt von 1753. Es besteht aus vier halbkreisförmigen Bögen, wobei die mittleren beiden Bögen etwas weiter sind als die äußeren Bögen. Die Brücke wurde 1991 verstärkt und 2011 mit zusätzlichen außenliegenden Bürgersteigen versehen.